# Lida Bendemann

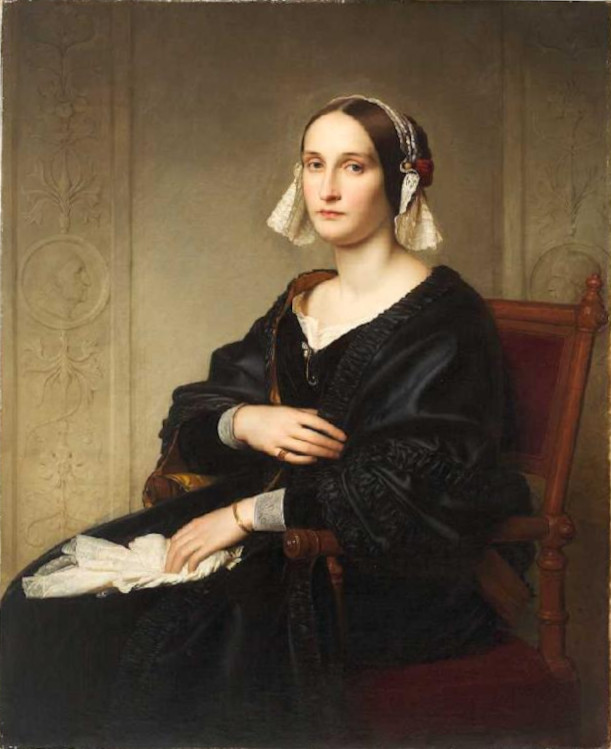
Bildnis Lida Bendemann, 1847 gemalt von Eduard Bendemann

Lida Bendemann (* 16. August 1821 als Lydia Schadow in Berlin; † 5. August 1895 in Düsseldorf) war die Ehefrau des Historienmalers Eduard Bendemann. Bedeutung erlangten vor allem ihre Beziehung mit dem Ehepaar Robert Schumann und der langjährige Briefwechsel mit ihrer Freundin Clara Schumann.

## Familie
Lida war einzige Tochter des Berliner Bildhauers Gottfried Schadow aus dessen zweiter Ehe mit Caroline Henriette Rosenstiel, einer Tochter des preußischen Staatsrats Friedrich Philipp Rosenstiel und der Luise Elisabeth Decker (1764–1832). Ihre Brüder aus dieser Ehe waren Richard (* 7. Februar 1818; † 20. August 1918), der Maler 
Felix sowie Julius (* 22. Juli 1824; † 1827). Ihre Halbbrüder aus der ersten Ehe ihres Vaters waren der Bildhauer Ridolfo Schadow und der Maler Wilhelm von Schadow, der Begründer der Düsseldorfer Malerschule.
Durch die Ehe mit dem Historienmaler Eduard Bendemann, einem Schüler ihres Halbbruders Wilhelm, wurde sie Schwägerin von Pauline Bendemann und deren Gatten, dem Maler Julius Hübner. Durch ihre Ehe wurde sie außerdem Schwiegertochter des jüdischstämmigen Bankiers Anton Heinrich Bendemann (geboren als Aaron Hirsch Bendix, 1775–1866) und dessen Ehefrau Fanny Eleonore (1778–1857), einer Tochter des Bankiers Joel Samuel von Halle (1747–1810).
Nicht zu verwechseln ist Lida Bendemann mit ihrer Nichte Fanny Adelheid Bendemann (* 25. Oktober 1847; † 9. Januar 1910), der Tochter von Lidas Schwager, des Geheimen Oberbergrats Emil Bendemann (1807–1882). Jene wurde Ehefrau des Chemikers und Nobelpreisträgers Adolf von Baeyer und trug ebenfalls den Rufnamen Lida.
Mit ihrem Mann hatte Lida Bendemann folgende Nachkommen:
- Gottfried Arnold (* 1. Dezember 1839, Dresden; † 8. Juni 1882) Major, Ritter des Ordens Pour le mérite ⚭ Hedwig Krüger (deren Sohn ist der Ingenieur Friedrich Bendemann)
- Marie Henriette (* 20. Juni 1841, Dresden; † 16. Januar 1874) ⚭ Otto Euler (* 6. Juni 1835, Opladen; † 26. Januar 1925, Düsseldorf), Justizrat (deren Sohn ist der Maler Eduard Euler)
- Ernst Julius (* 1. Januar 1844, Dresden; † 25. Februar 1878) ⚭ Alwine Jung
- Fanny Mathilde Susanne (* 31. März 1846, Dresden; † 30. Oktober 1846)
- Felix Eduard Robert Emil (* 8. August 1848, Dresden; † 31. Oktober 1915, Berlin), kaiserlicher Admiral, 1905 geadelt, ⚭ Helene Sophia Sturz, Tochter des brasilianischen Generalkonsuls in Berlin Johann Jakob Sturz (deren Sohn Eduard, ebenfalls Maler, war verheiratet mit Margarete Susman)
- Rudolf Christian Eugen (1851–1884), Historienmaler

## Leben
Lida Schadow wuchs im bürgerlichen und künstlerischen Milieu ihres Elternhauses in Berlin auf, wo sie als Kind Heinrich Kaehler für eine Büste und Eduard Magnus für ein Bild Modell saß. Sie verlobte sich am 21. Februar 1838 mit dem Maler Eduard Bendemann. Das Paar heiratete am 28. Oktober 1838, noch vor Lidas Mündigkeit. Ihr Gatte hatte ein Studium der Malerei an den Kunstakademie von Berlin und Düsseldorf sowie den Militärdienst bei einem Regiment in Düsseldorf absolviert und stand durch Gemälde wie Die trauernden Juden im Exil, Die zwei Mädchen am Brunnen und Jeremias auf den Trümmern Jerusalems bereits im Rufe, einer der führenden Maler des Landes zu sein.
Dies trug ihm im Juni 1838 eine Anstellung als Professor und Leiter der Kunstakademie in Dresden ein, wo das Ehepaar in den Jahren bis 1859 lebte. 1840 bezog es mit den Hübners je eine Etage im Hause des Dresdner Bildhauers Ernst Rietschel, 1847 ein gemeinsames Haus mit den Hübners in der Dresdner Struvegasse. Als Lidas Mann 1859 das Direktorat an der Kunstakademie Düsseldorf erhalten hatte, zog die Familie an den Rhein, zunächst in das Grand Hotel Breidenbacher Hof an der Düsseldorfer Alleestraße, dann in die Goltsteinstraße 2, wo die Bendemanns bis 1868 wohnten und in dem Haus am Hofgarten – wie auch Lidas Nichte Sophie Hasenclever ein paar Häuser weiter – einen kunstsinnigen bürgerlichen Salon pflegten. In den Jahren 1866/1867 lebte das Ehepaar eine Weile in Rom.
Nachdem sich bei Eduard Bendemann zunehmende gesundheitliche Beschwerden eingestellt hatten und er am 1. Januar 1868 in den Ruhestand entlassen worden war, lebte Lida mit ihrem Mann, der noch gelegentlich Privatunterricht gab, zurückgezogen in Berlin. Erst in höherem Alter, in den 1880er Jahren, lebte das Paar gemeinsam mit dem kränkelnden Sohn Rudolf, der bereits 1884 in Italien verschied, wieder in Düsseldorf, wo Eduard am 27. Dezember 1889 in der Jägerhofstraße 7, nach einer Influenza an einer Lungenentzündung starb. Fünf Jahre später verstarb dort auch sie.
Ein Porträt, das ihr Mann im neunten Ehejahr am 21. Februar 1847 in Dresden vollendete, zeigt Lida Bendemann im Alter von 25 Jahren. Das Bildnis, das sich an die Porträtmalerei der italienischen Spätrenaissance anlehnt und dem nazarenischen Schönheitsideal entspricht, befindet sich seit 1927 in der Sammlung des Museums Kunstpalast. Außerdem schuf Bendemann noch ein Bildnis seiner Gattin im Alter.
Ein Album Lida Bendemanns aus der Zeit von etwa 1860 bis 1890 sowie Porträtfotografien der Familie Bendemann verwahren die Staatlichen Kunstsammlungen Dresden.

## Wirken

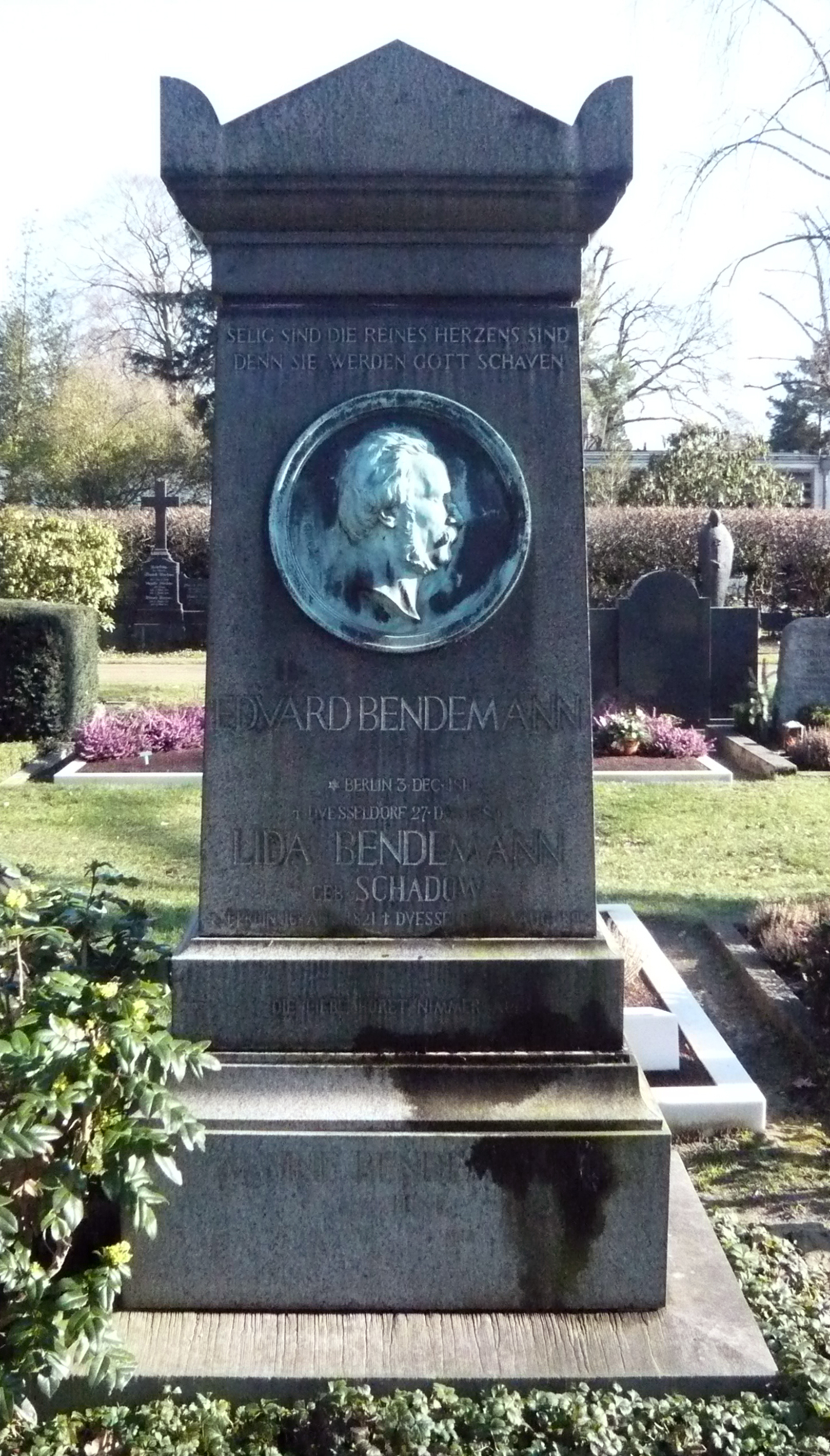
Grabstätte von Eduard und Lida Bendemann auf dem Düsseldorfer Nordfriedhof

In Dresden pflegten Lida und Eduard Bendemann viele künstlerische und freundschaftliche Kontakte, etwa mit dem Komponisten Felix Mendelssohn Bartholdy, insbesondere aber eine Freundschaft mit dem Musikerehepaar Clara und Robert Schumann, der ihr 1849 sein Werk Bilder aus Osten (op. 66) widmete und es mit seiner Gattin bei den Bendemanns erstmals vortrug.
Gäste ihrer glanzvollen Düsseldorfer Gesellschaften waren etwa die Musiker Clara Schumann, Johannes Brahms und Joseph Joachim, der Historiker Heinrich von Sybel und die Genremaler Ludwig Knaus und Benjamin Vautier. Im Winter 1863 nahmen die Bendemanns Schumanns gesundheitlich beeinträchtigte Tochter Julie (* 11. März 1845; † 10. November 1872) bei sich in Düsseldorf auf. Clara Schumann hielt über viele Jahre engen Kontakt mit Lida Bendemann, der sich in einem vor allem musikwissenschaftlich bedeutenden Briefwechsel dokumentierte, und schrieb zu ihrem Tod:

„Der Verlust von Frau Bendemann hat mich schwer getroffen, und ist mir noch immer als könnte es nicht sein. Sie war mir die treueste Helferin zu allen Zeiten, und eben so ja auch ihr Mann. Solche Freunde zu verlieren im Alter ist doppelt hart – sie sind unersetzlich, denn sie haben eine ganze Lebenszeit mit Einem durchlebt, Leid und Freud mit Einem getheilt.“